# 阿戈 (內布拉斯加州)
阿戈（英語：Argo）是位於美國內布拉斯加州伯特縣的鬼鎮。

## 歷史
阿戈的郵局於1878年設立，其後於1904年停運。

## 地理
阿戈所處的海拔為高於海平面423米（即1388英呎），而該地所採用的時區為UTC-6，即北美中部时区（CST）。同時該地設有夏令時間，為UTC-6調快一小時，即UTC-5（CDT）。